# シェリー・ジョンソン
シェリー・ジョンソン（Shelly Johnson）は、アメリカ合衆国の撮影監督である。

## キャリア
パサデナのアートセンター・カレッジ・オブ・デザインを卒業。1987年の『星に願いを』で撮影監督としてのキャリアをスタートさせる。1990年代はテレビ映画やテレビシリーズに比重を置いて活動するようになる。2000年代には再び映画撮影監督を多くするようになり、特に『ジュラシック・パークIII』以降のジョー・ジョンストン監督作品すべてに参加している。
2000年より、アメリカ映画撮影監督協会の会員となっている。

## 主な撮影作品

### 映画
- 星に願いを Maid to Order (1987)
- デーモン・ギャラクシー/魔女伝説 Nightflyers (1987)
- 殺しのナイフ/ジャック・ザ・リッパー Jack's Back (1988)
- ジェシカ〜幼児転落・奇跡の脱出 Everybody's Baby: The Rescue of Jessica McClure (1989) テレビ映画
- 地獄のプリズナー/狙われた美人教師 Intimate Terror: Angel of Death （1990）テレビ映画
- ミュータント・ニンジャ・タートルズ2 Teenage Mutant Ninja Turtles II: The Secret of the Ooze (1991)
- ジュラシック・パークIII Jurassic Park III (2001)
- ラスト・キャッスル The Last Castle (2001)
- オーシャン・オブ・ファイヤー Hidalgo (2004)
- スカイ・ハイ Sky High (2005)
- キューティ・バニー The House Bunny
- ウルフマン The Wolfman (2010)
- キャプテン・アメリカ/ザ・ファースト・アベンジャー Captain America: The First Avenger (2011)
- エクスペンダブルズ2 The Expendables 2 (2012)
- パーシー・ジャクソンとオリンポスの神々/魔の海 Percy Jackson: Sea of Monsters (2013)
- ファミリー・マン ある父の決断 A Family Man (2016)
- ワイルド・ストーム The Hurricane Heist (2018)
- インモラル・ルーム Welcome Home (2018)
- レゴ ムービー 2 The Lego Movie 2: The Second Part (2019)
- グレイハウンド Greyhound (2020)
- ビルとテッドの時空旅行 音楽で世界を救え! Bill & Ted Face the Music (2020)
- ファイナル・プラン Honest Thief (2020)

### テレビシリーズ
- シャイニング The Shining (1997) ミニシリーズ